# 下丘脑—垂体—肾上腺轴

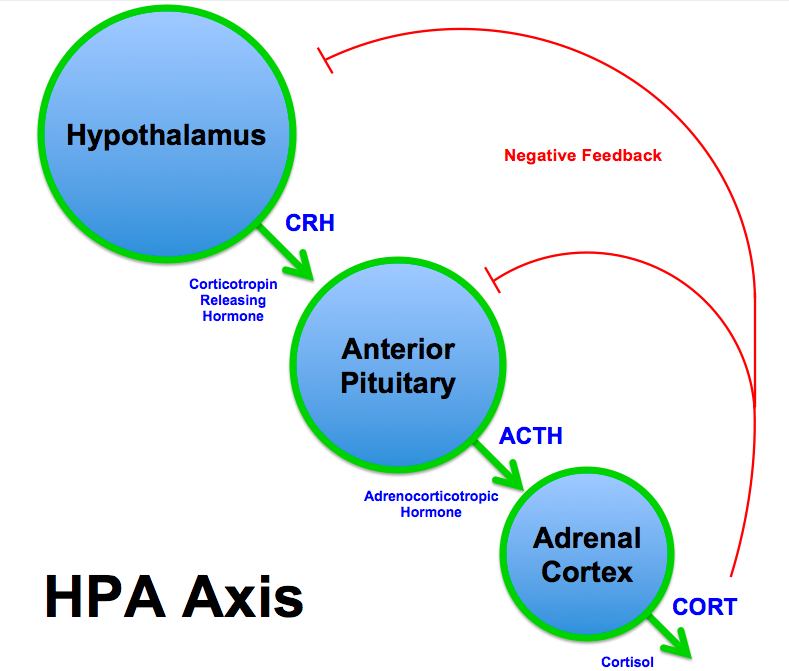
基本HPA軸摘要（促腎上腺皮質激素釋放激素= CRH，促腎上腺皮質激素= ACTH）。

下視丘，垂體和腎上腺皮質。

下視丘-垂体-腎上腺軸 (HPA或HTPA轴)，也被叫做边缘系统-下視丘-垂体-腎上腺軸（LHPA轴），是一个直接作用和反馈互動的複雜集合，包括下視丘（腦内的一个中空漏斗狀區域），脑垂体（下視丘下部的一个豌豆狀结構），以及肾上腺（肾脏上部的一个小圆椎状器官）。这三者之间的互动构成了HPA轴。HPA轴是神经内分泌系统的重要部分，参与控制应激的反应，并调节许多身体活动，如消化，免疫系统，心情和情绪，性行为，以及能量贮存和消耗。从最原始的有机体到人类，许多物种，都有HPA轴。它是一个协调腺体，激素和部分中脑（特别是参与介导一般适应综合征 (GAS)的中脑区域）相互作用的机制。
解剖结構
HPA轴主要包括以下三个部分：
- 下視丘室旁核。室旁核有可以进行神经内分泌的神经元，该神经元可以合成并分泌抗利尿激素和促肾上腺皮质激素释放激素（corticotropin-releasing hormone，CRH）。这两种多肽激素可以作用于以下这种种组织器官： 
  - 垂体前叶。具体来说，促肾上腺皮质激素释放激素和抗利尿激素可以促进促肾上腺皮质激素（adrenocorticotropic hormone，又作corticotropin，ACTH）的释放。促肾上腺皮质激素进而作用于肾上腺皮质。
  - 肾上腺皮质在ACTH的作用下可以合成糖皮质激素（主要是皮质醇）。糖皮质激素可以反馈作用于下丘脑和垂体（分别抑制CRH和ACTH的合成与分泌），形成反馈调节环路。

促肾上腺皮质激素和抗利尿激素从一些特殊神经元的末端释放出来。这些神经元位于下視丘正中隆起，可以进行神经内分泌活动。这些多肽激素通过血液，经由垂体束中的门脉系统运输到垂体前叶。在垂体前叶，促肾上腺皮质激素和抗利尿激素协同作用，刺激促皮质激素细胞释放储存促肾上腺皮质激素。促肾上腺皮质激素通过血液到达肾上腺的皮质区域，促进肾上腺迅速合成皮质激素，如：利用胆固醇合成皮质醇。皮质醇是一种主要的应激激素，可以作用于身体的多种组织器官，包括大脑。当作用于大脑时，皮质醇可以结合盐皮质激素受体和糖皮质激素受体这两种受体。这两种受体存在于许多不同种类的神经元中。例如：糖皮质激素的一个重要靶组织就是脑中的海马核团，而海马区正是HPA轴的一个主要的调控中心。
抗利尿激素可以看作是一种“保水激素”，同时又被称作“血管升压素”。当身体缺水时，抗利尿激素释放，并作用于肾脏产生保存水分的效果。抗利尿激素也是一种潜在的血管收缩药物。
HPA轴的重要功能在于它的反馈调节通路：
- 肾上腺皮质合成分泌的皮质醇可以对下視丘和垂体进行负反馈调节，减少CRH和抗利尿激素的分泌，同时直接抑制切割阿黑皮素原（POMC），得到ACTH和β-内啡肽的生化过程，也即ACTH的合成过程。
- 交感神经的刺激和皮质醇的作用（上调相关合成酶）可以促进肾上腺髓质合成分泌肾上腺素和去甲肾上腺素。这两种激素正反馈地作用于垂体，促进阿黑皮素原分解为ACTH和β-内啡肽。

## 功能
下視丘释放CRH受到多种因素影响，包括紧张刺激——指神经冲动对于下丘脑的作用、血液中皮质醇含量和昼夜节律。对于健康人来说，睡醒后皮质醇水平迅速升高，在30-45分钟内就可以达到血浓度峰值。然后，在一天中皮质醇含量逐渐下降，在接近傍晚时又再次升高。到了晚上，皮质醇含量又再度下降，大约在午夜时到达最低值。研究发现，不正常的皮质醇周期性波动与各种疾病有一定联系，比如：慢性疲劳综合征（chronic fatigue syndrome） (MacHale, 1998)，失眠（insomnia） (Backhaus, 2004)和倦怠（burnout） (Pruessner, 1999)。
从解剖结构上看，大脑的杏仁核、海马等核团与下視丘存在物理上的联系，这种连接使得大脑核团可以刺激HPA轴。感受器发出的神经冲动经传入神经到达杏仁核侧面区域，经过处理与其他信息一并汇总到大脑皮层，中枢系统可以将诸如恐惧等冲动投射到大脑的不同区域。在下視丘，恐惧的神经冲动既可以激活交感神经系统，又可以调节下視丘-垂体-肾上腺轴。
机体受到紧张刺激后，皮质醇合成增加，这种激素水平的升高可以造成一种准备状态，身体的一些“警戒”反应，如免疫应答，会暂时减弱，使得机体随时应对潜在的危险。
糖皮质激素有许多重要的作用，例如调节紧张程度；但是过量的糖皮质激素可能造成一定程度的伤害。下視丘萎缩会使人或动物处于一种极度紧张、焦虑的状态，一般认为这种现象就是由于长时间高水平的糖皮质激素刺激导致的。下視丘的缺陷减弱了机体正确应对紧张刺激的能力。
HPA轴与神经学及心理学所涉及的情绪紊乱（mood disorders）和官能性疾病都有一定关系，比如焦虑症(anxiety disorder), 躁郁症(bipolar disorder), 失眠(insomnia), 创伤后心理压力紧张综合征(post-traumatic stress disorder), 注意力不足过动症(ADHD), 抑郁症(major depressive disorder), 倦怠(burnout), 慢性疲劳综合征(chronic fatigue syndrome),纤维肌痛(fibromyalgia), 过敏性肠综合征（irritable bowel syndrome），和酗酒（alcoholism）。 抗抑郁药（Antidepressants）就是主要针对HPA轴，调节其功能的药物，这也是治疗许多疾病的常规、常用药物。

## 研究进展
通过实验，科学家已经深入研究了多种不同的紧张刺激，以及在不同环境下他们对于HPA轴的影响。 紧张源可以有许多不同的类型——在以大鼠为对象的实验中，经常用到两种紧张刺激：社群性紧张和物理性紧张。通过不同的通路机制，这两种紧张源都能够激活HPA轴的功能。 许多单胺类神经递质在对HPA轴的调控中起着重要的作用，特别是多巴胺、5-羟色胺和去甲肾上腺素。中药中的适应原药物（如人参、灵芝等）就可以通过调节HPA轴发挥作用。
哺乳动物和其他脊椎动物也有HPA轴。例如：生物学家通过研究鱼类发现下层社会地位会引发慢性紧张，表现为缺乏攻击性行为，缺乏支配能力和长期受到处于统治地位的鱼的威胁。5-羟色胺（5HT）可能是调节紧张反应的激活性神经递质，5-羟色胺水平的升高可以提高细胞质中α-黑素细胞刺激素的浓度，使得皮肤变暗（这是鲑鱼群体的一种社会性信号）、激活HPA轴，同行抑制进攻性行为。在虹鳟鱼的饲料中加入氨基酸L-色氨酸（5-羟色胺的前体）使得鲑鱼的进攻性行为和对刺激的反应减弱。 但是，研究结果同时指出胞质中皮质醇的含量不受这种食源L-色氨酸的影响。

## 腎上腺危象
HPA軸出現問題可能導致腎上腺危象，根據成因可分為第一級、第二級、第三級因素。
- 第一級因素（又稱原發性腎上腺功能不全），可以看成是直接影響腎上腺導致的腎上腺危象，最常見的因素是艾迪森氏症(Addison's disease)。其他因素像是手術移除腎上腺、天性腎上腺疾病、雙側腎上腺出血、腎上腺神經性病變、腎上腺白質營養不良、以及結核分枝桿菌及愛滋病的感染。腦膜炎雙球菌感染造成的Waterhouse-Friderichsen Syndrome也可能導致腎上腺危象。

- 第二級因素（又稱續發性腎上腺功能不全），是因為腦下腺功能損傷，導致無法刺激腎上腺生成腎上腺皮質素，最常見的原因是因為長期使用外源性的糖皮質激素，負迴饋抑制腦下腺所導致。其他原因像是腦下垂體的腫瘤、轉移至腦下腺的腫瘤、之前曾動過腦下腺手術或接受過放射線治療、淋巴性腦下腺炎、Sheehan syndrome、Empty-Sella syndrome等。

- 第三級因素是下視丘損傷，進而影響整個HPA軸的運作。[6]

### 一般資料
- Merali Z. et al. (1998) Aversive and appetitive events evoke the release of corticotropin-releasing hormone and bombesin-like peptides at the central nucleus of the amygdala J Neurosci 18:4758-99

### 關於疾病
- Backhaus J et al.  (2004) Sleep disturbances are correlated with decreased morning awakening salivary cortisol Psychoneuroendocrinology 29:1184-91
- Pruessner JC et al. (1999) Burnout, perceived stress, and cortisol responses to awakening Psychosom Med 61:197-204
- MacHale SM et al.(1998) Diurnal variation of adrenocortical activity in chronic fatigue syndrome Neuropsychobiology 38:213-7
- Patacchioli FR et al. (2001) Actual stress, psychopathology and salivary cortisol levels in the irritable bowel syndrome (IBS) J Endocrinol Invest 24:173-7
- Winston, David & Maimes, Steven. “Adaptogens: Herbs for Strength, Stamina, and Stress Relief，” Healing Arts Press, (2007)

## 外部連結
- NeuroWiki page on HPA axis
- Mind-Body-Health.net page on HPA axis（页面存档备份，存于）